# Estela (revista)
Estela va ser una revista vinculada a la parròquia de Calella que es va publicar entre 1946 i 2012. La revista va ser fundada el 21 de setembre de 1946 com un suplement de la Hoja Parroquial de Calella. Entre els seus fundadors hi havia Jaume Marxuach i Flaquer, advocat i historiador local, que també havia col·laborat en el quinzenari catòlic calellenc Capaspre i havia impulsat diverses iniciatives culturals i patrimonials a la ciutat. El 1987, la revista va passar a tenir una periodicitat mensual i el 2008 va començar a imprimir 500 exemplars a tot color. El 2012, a causa de la precarietat econòmica i la caiguda dels ingressos publicitaris, la revista va anunciar el seu tancament després d'una reunió del consell de redacció, presidit pel rector Josep Puig. L'aleshores alcaldessa Montserrat Candini va expressar el seu pesar per la desaparició de la publicació i va anunciar que intercediria perquè la Generalitat abonés una subvenció pendent de 2.500 euros des del 2010. Candini va descartar que l'Ajuntament pogués oferir ajuda econòmica directa en ser una empresa privada.